# Łobeskie Quempas

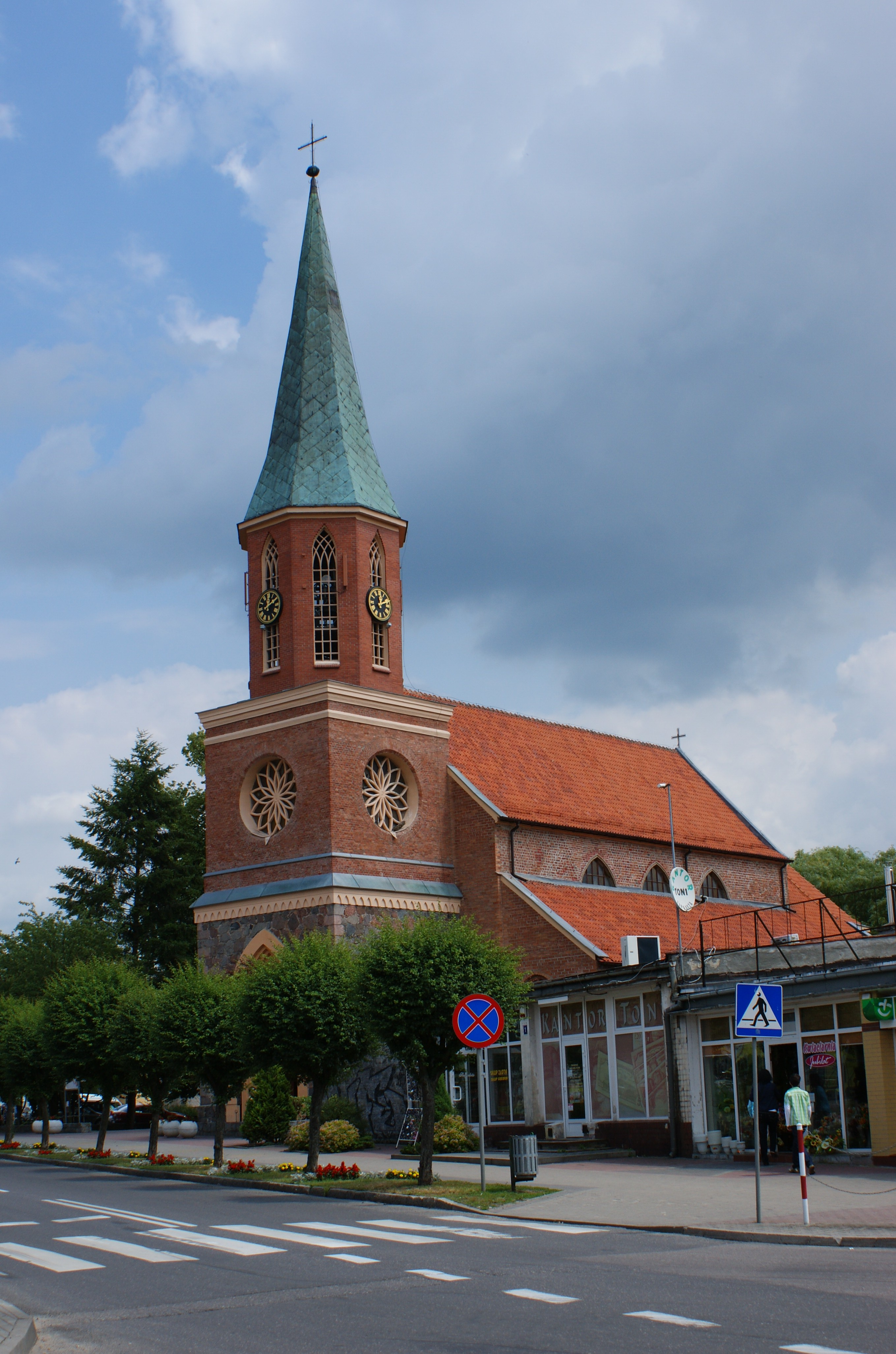
Kościół Najświętszego Serca Pana Jezusa w Łobzie

Łobeskie Quempas – łobeska tradycja bożonarodzeniowa. Polega na porannym wykonywaniu łacińskich pieśni bożonarodzeniowych w miejscowym kościele, kolędowaniu z zapalonymi świecami i jednoczesnym porannym zapalaniu świec na choinkach w domach mieszkańców. Istniała do połowy XX w. w miejscowości Labes na Pomorzu Zachodnim, a obecnie w Polsce tradycja porannego śpiewu Quempas jest praktykowana jedynie w Miastku.

## Geneza śpiewu Quempas
Quempas jest skrótem od łacińskiej kolędy Quem pastores laudavere i w połączeniu początkowo z kolędą łacińską Nunc angelorum gloria dała w XV w. początek porannego śpiewu Quempas w cysterskim klasztorze Vyšebrodský klášter (Czechy). Zwyczaj ten praktykowany był w Niemczech od XVI w., a najbardziej znanymi z tego okresu są opracowania, których dokonał Michael Praetorius (Musae Sioniae 1607 z tekstem niemieckim „Den die Hirten lobeten sehre“). W późniejszych wiekach poranny śpiew Quempas najczęściej wykorzystywali studenci i uczniowie, przechodząc od domu do domu i, śpiewając kolędy, prosząc o jałmużnę.

## Przebieg Łobeskiego Quempas
W Łobeskim Quempas uczestniczyli wyłącznie chłopcy, obdarzeni bardzo dobrym głosem, uczniowie miejscowego gimnazjum (Oberschule-Obertertia), którzy zbierali się wcześnie rano przy budynku szkoły, przebrani w białe komże z czerwonymi kołnierzami i mankietami na rękawach, a następnie uczestniczyli w porannej mszy o godzinie szóstej z zapalonymi świecami na ręcznych świecznikach. W trakcie mszy byli podzieleni na cztery grupy w kościele, jedna przed ołtarzem, dwie w dwóch nawach bocznych i jedna na chórze. Kościół był w tym czasie oświetlony głównie świecami trzymanymi przez śpiewających. Po mszy śpiewając kolędy z zapalonymi świecami obchodzili mieszkańców głosząc „wesołą nowinę”, na koniec gościli u miejscowego proboszcza na ciasto i kawę. Tradycja ta istniała już w Łobzie przed jego elektryfikacją w roku 1898 i jadący pociągiem porannym o godzinie 7:30 widzieli zapalone świeczki na choinkach w łobeskich domach. Po I wojnie światowej w Łobeskim Quempas brały udział też dziewczęta, a uczestnicy mieli komże całe białe. 
Prawdopodobnym twórcą tego zwyczaju był Gustaw Pompe (1831-1889), niemiecki teolog i poeta, twórca „Hymnu Pomorza” (Pommernlied), który w latach 1861-1872 był miejscowym  proboszczem.